# 哈森多夫
哈森多夫是德国下萨克森州的一个市镇。总面积11.67平方公里，总人口1170人，其中男性585人，女性585人（2011年12月31日），人口密度100人/平方公里。